# Amanda Gorman

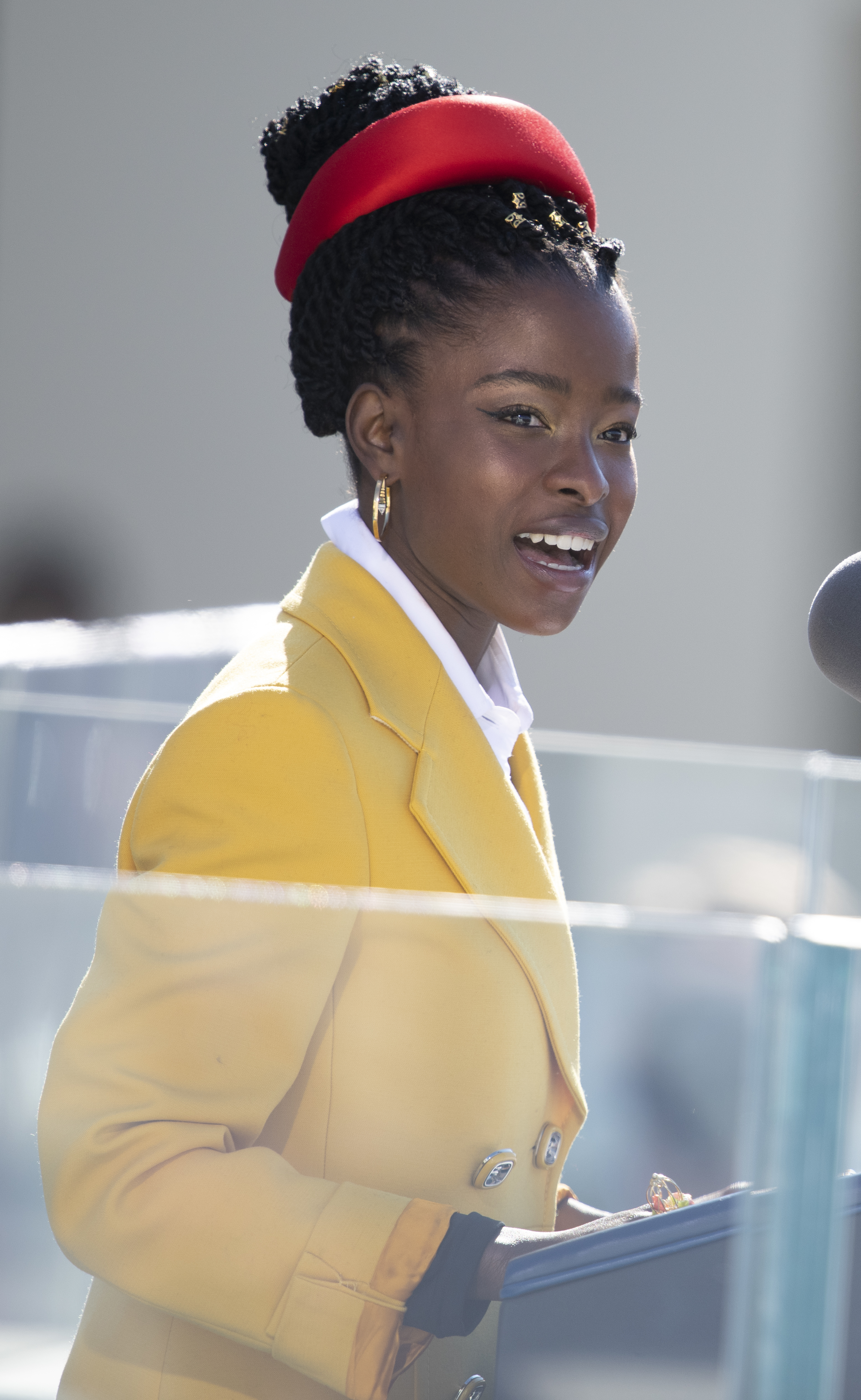
Amanda Gorman bei der Amtseinführung von Joe Biden (2021)

Amanda Gorman (* 7. März 1998 in Los Angeles, Kalifornien) ist eine US-amerikanische Schriftstellerin, Lyrikerin und Aktivistin. Sie setzt sich mit Themen wie Unterdrückung, Feminismus und Rassismus auseinander.

## Leben
Gorman ist Afroamerikanerin und wuchs in Los Angeles bei ihrer alleinerziehenden Mutter, einer Lehrerin, auf. Ihre Zwillingsschwester Gabrielle ist ebenfalls Aktivistin.
Als Kind litt Gorman nach eigenen Angaben an einem Sprachfehler und drückte sich daher durch das Schreiben aus.
Gormans erster Gedichtband The One for Whom Food is Not Enough erschien 2015 im Verlag Penmanship Books. Gorman gründete das Programm „One Pen One Page“, das Jugendlichen kostenfreie Programme für kreatives Schreiben anbietet.
2017 wurde Gorman von der Poetenvereinigung Urban Word und der Library of Congress zur ersten National Youth Poet Laureate der USA erkoren. Am 20. September 2017 rezitierte sie ihr Gedicht In This Place (An American Lyric) in der Library of Congress. Im Jahr 2020 führten 16 Lyriker aus Massachusetts das Protestgedicht in einem Video von Paula Champagne anlässlich des Nationalen Monats der Poesie (National Poetry Month) erneut auf.
Nach ihrem Vortrag bei der Amtseinführung von Joe Biden unterschrieb sie einen Vertrag bei der Agentur IMG Models, wurde von Michelle Obama für das Magazin Time interviewt (Titelbild fotografiert von Awol Erizku) und erschien – fotografiert von Annie Leibovitz – als erste Lyrikerin auf dem Titelbild der Modezeitschrift Vogue.
Gorman studierte Soziologie an der Harvard University und schreibt für den Studenten-Newsletter The Edit der New York Times.

## Öffentliche Auftritte
Bei der Amtseinführung von Joe Biden am 20. Januar 2021 trug Gorman auf Einladung von Jill Biden im Rahmen der Zeremonie ihr Gedicht The Hill We Climb vor, das sie nach dem Sturm auf das Kapitol in Washington am 6. Januar 2021 angepasst und fertiggestellt hatte. Mit ihren damals 22 Jahren war sie die jüngste Dichterin, die jemals bei der Amtseinführung eines US-Präsidenten aufgetreten ist. Im Interview mit dem CNN-Journalisten Anderson Cooper erläuterte Gorman den kreativen Prozess der Arbeit an dem Gedicht, für das sie historische Reden u. a. von Abraham Lincoln recherchierte und Ereignisse wie den Sturm auf das Kapitol verarbeitete. Den Song Aaron Burr, Sir aus  dem Musical Hamilton nannte sie als eine Form der Selbsttherapie gegen einen Sprachfehler, an dem sie noch vor wenigen Jahren gelitten habe. Sie erzählte, wie sie sich vor öffentlichen Auftritten vorbereitet, indem sie ein Mantra rezitiert:

“I’m the daughter of Black writers who are descended from Freedom Fighters who broke their chains and changed the world. They call me.”

„Ich bin die Tochter von schwarzen Schriftstellern, die von Freiheitskämpfern abstammen, die ihre Ketten durchbrochen und die Welt verändert haben. Sie rufen mich.“

Im Mai 2023 entfernte eine Schule in der Metropolregion Miami Gormans Gedicht „The Hill We Climb“ auf Antrag einer Mutter aus der Schulbibliothek. Die Begründung war, dass es nicht pädagogisch sei und indirekte Hassbotschaften enthalte. Die Zensurmaßnahme sollte für Grundschüler gelten, während Schüler der Mittelstufe weiterhin Zugang zu dem Gedicht haben durften.
Zwei Wochen nach der Amtseinführung trug Gorman bei den Eröffnungsfeierlichkeiten zum Super Bowl LV ein eigenes Gedicht vor, in dem sie die drei Ehrengäste beim Münzwurf für ihre unentbehrliche Arbeit würdigte, einen Veteranen der Marines, einen Lehrer und eine Krankenschwester.
Gorman wurde zur Democratic National Convention 2024 in Chicago eingeladen und rezitierte dort eines ihrer Gedichte am dritten Tag dieses Parteitages zur Nominierung von Kamala Harris. Über 20 Millionen Zuschauer verfolgten diese Veranstaltung an ihren Fernsehern, ungeachtet von Zuschauern auf sozialen Medien und bei Streamingdiensten.

## Auszeichnungen
- Glamour Magazin 2018: College Women of the Year-Award[26]
- National Youth Poet Laureate in the United States, 2017, verliehen durch Urban Word und die Library of Congress[27]
- Am 25. Juli 2022 wurde ein Asteroid nach ihr benannt: (56795) Amandagorman.[28]

## Werke
- The One for Whom Food Is Not Enough. Penmanship Books, 2015, ISBN 978-0-9900122-9-0.
- The Hill We Climb. Poems. Viking Books for Young Readers, London 2021, ISBN 978-0-593-46506-6.
  - The Hill We Climb – Den Hügel hinauf: Zweisprachige Ausgabe. Aus dem Englischen von Kübra Gümüsay, Hadija Haruna-Oelker und Uda Strätling. Hoffmann und Campe, Hamburg 2021, ISBN 978-3-45501-178-4.
- Change Sings: A Children’s Anthem. Illustrations by Loren Long. Viking Books for Young Readers, New York 2021, ISBN 978-0-593-20322-4.[29]
  - Change. Eine Hymne für alle Kinder. Aus dem Englischen von Joy Denalane und Daniela Seel, Hoffmann und Campe, Hamburg 2021, ISBN 978-3-45501-266-8.[30]
- Call Us What We Carry: Poems. Viking, New York 2021, ISBN 978-0-593-46506-6.
  - Was wir mit uns tragen – Call Us What We Carry: Zweisprachige Ausgabe. Gedichte. Aus dem Englischen von Marion Kraft und Daniela Seel. Hoffmann und Campe, Hamburg 2022, ISBN 978-3-455-01172-2.